# Open-Source-Software in öffentlichen Einrichtungen
Mit Open-Source-Software in öffentlichen Einrichtungen bzw. Open-Source-Software in der öffentlichen Verwaltung verfolgen die Einrichtungen, die auf Open-Source-Software setzen, ganz unterschiedliche Ziele, die von einem Bemühen um Kostenreduktion bis hin zur Durchsetzung eigener Datensouveränität reichen können.
Open-Source-Software (kurz: OSS) und Freie Software, häufig mit Linux als Kernbestandteil, wird als Alternative für proprietäre Software auf Computern in öffentlichen Einrichtungen eingesetzt. Innerhalb Deutschlands größere Medienpräsenz zu dieser Entwicklung erzielte die Großstadt München, die seit 2003 wesentliche Bereiche ihrer EDV auf freie Software umrüstete, nach einem Stadtratsbeschluss 2017 dieses Vorhaben jedoch wieder aufgab (siehe LiMux). Das Land Schleswig-Holstein gab 2025 bekannt, seine gesamte Bürosoftware bis zum Herbst auf Open-Source-Produkte umstellen zu wollen. Auch kleinere Kommunen (wie Schwäbisch Hall) oder Behörden wie Gerichte oder die US-Armee stellten größere Teile ihrer IT-Infrastruktur auf OSS um. Laut einer Umfrage der Universität Maastricht von 2005 arbeiteten 49 % aller öffentlichen Verwaltungen in Europa mit freier Software. Allerdings meist in kleinerem Umfang und teilweise, ohne sich darüber im Klaren zu sein.

## Gründe für den Umstieg
Die Gründe, die die öffentlichen Einrichtungen selbst für eine Migration zu OSS nennen, können vielfältiger Natur sein: Meist müssen alte, bestehende Anwendungen und Betriebssysteme abgelöst werden. Die Motive, warum freie Software ausgewählt wird, lassen sich auf die folgenden – in jedem Einzelfall unterschiedlich zu gewichtende – Punkte zusammenfassen:

### Unabhängigkeit von einem Hersteller
Die Abhängigkeit von einem einzigen Hersteller, auch Lock-in-Effekt genannt, wird häufig als ein Hauptgrund genannt, um auf freie Software umzusteigen. Neben den erschwerten Preisverhandlungen verhindern diese Abhängigkeiten häufig auch eine gewünschte Interoperabilität und Standardkonformität von Softwareprodukten. Auch eine Geplante Obsoleszenz eines Softwareproduktes zu Lasten des Nutzers, wie bei proprietärer Software üblich, ist mit Freier Software ausgeschlossen.

### Kosteneinsparungen
Ein weiterer Grund für die Wahl von freier Software kann der Wunsch nach Kosteneinsparungen bei den Softwarelizenzen sein, diese machen typischerweise 5–20 % der Gesamtausgaben für die IT aus. Bei proprietärer Software sind Lizenzen für regelmäßige (Sicherheits-)Updates, die Migration zu diesen neuen Versionen und die Anwenderschulung ein wiederkehrender Kostenfaktor. Es ist Herstellerunternehmen proprietärer Software möglich, nahezu jeden Preis zu verlangen, wenn eine marktdominierende Stellung erreicht wurde und damit De-facto-Standards gesetzt wurden (Lock-in-Effekt). Hier bieten IT-Lösungen aus dem Bereich der Freien Software eine marktwirtschaftlich wünschenswerte Verbreiterung der Angebotspalette. Der Wechsel zu einem anderen Anbieter eröffnet auch die Möglichkeit, bei der nächsten Migration oder zusätzlichen Software-Produkten günstigere Preise auszuhandeln. Seit immer mehr öffentliche Einrichtungen freie Software einsetzen, stehen auch Anbieter von proprietärer Software unter stärkerem Preisdruck. Jedoch dürfen Kosteneinsparungen nicht die alleinige Motivation für einen Wechsel zu Freier Software sein, da dieser Vorteil schnell durch Migrationsunwägbarkeiten aufgefressen werden kann oder laut der Betrachtung der „Total Cost of Ownership“ kaum oder gar nicht existiert.

### Maximale Flexibilität
Ein Vorteil ist die freie Verfügbarkeit des Quellcodes. Dieses würde erlauben, ein Softwareprodukt den jeweiligen Anforderungen anzupassen, z. B. auch dann, wenn der ursprüngliche Produktanbieter nicht mehr verfügbar ist oder die Produktlinie ausgelaufen ist. Ein häufiger Ansatz bei Migrationen öffentlicher Einrichtungen ist, eine bestehende Linux-Distribution als Basis zu nehmen und so anzupassen, dass sie ein vorgegebenes Pflichtenheft erfüllt. Jedoch hat die Abspaltung (genannt Fork) einer eigenen Distribution aus einer bestehenden den Nachteil, dass man damit den einfachen und direkten Upgrade-Support der Ursprungsdistribution verliert (Kompatibilitätsverlust). Die Pflege einer eigenen Distribution ist mit nicht unerheblichem Aufwand verbunden, der sich langfristig auch als zu groß erweisen kann. Andere Methoden sind, die angepassten Software-Komponenten entweder in die Ursprungsdistribution zu integrieren, was nicht immer sinnvoll oder möglich ist, oder als Zusatzpakete von der eigentlichen Betriebssystem-Distribution separat weiterzuentwickeln.

### Hardwareplattform-Unabhängigkeit
Freie Software erleichtert auch den Betrieb einer inhomogenen IT-Hardware-Infrastruktur, da häufig plattformunabhängig geschrieben. Beispielsweise Linux als Betriebssystem unterstützt ganz unterschiedliche Hardware-Plattformen, was nach der Zusammenlegung von Einrichtungen einen großen Vorteil darstellen kann, wenn diese zuvor verschiedene Architekturen verwendet hatten. Linux kann auf nahezu jede Computer-Architektur portiert werden.

### Sicherheit
Obwohl auch die Hersteller von proprietärer Software Anstrengungen unternehmen, um ihre Produkte sicher zu gestalten, kennt der Kunde, aber auch potentielle Schadprogrammersteller, die wirklichen Schwachstellen oft nicht (Security through obscurity). Auch ergeben sich mit einer Beendigung der Unterstützung durch den Hersteller von proprietären Softwareprodukten mit der Zeit nicht schließbare Sicherheitslücken, der Kunde ist gezwungen, ein meist kostenpflichtiges Upgrade auf ein Nachfolgeprodukt durchzuführen. Bei freier Software kann jedermann den Quellcode einsehen, auf Fehler prüfen und gegebenenfalls korrigieren, deswegen empfiehlt beispielsweise die EU die Förderung von OSS. Dadurch können Sicherheitslöcher von der weltweiten Programmierer- und Nutzergemeinschaft erkannt und häufig auch schnell geschlossen werden. Auch weist Linux durch seinen Ursprung als UNIX-artiges Mehrbenutzerbetriebssystem ein umfassendes und tief integriertes Sicherheitskonzept auf. Auch aus diesem Grund gibt es kaum Viren, Würmer und Trojaner für Linux, obwohl es für Cyber-kriminelle sicher interessant und gewinnbringend wäre, die zahlreichen Linux-basierenden Server zu infizieren.
Ein weiterer Sicherheitsaspekt, besonders relevant für staatliche Geheimdienst- oder Militärbehörden, der für quelloffene Freie Software spricht, ist Prüfbarkeit auf Backdoors und andere bewusst eingebrachte Mechanismen, welche für politische oder wirtschaftliche Spionagezwecke verwendet werden könnten. Beispielsweise hat Microsoft als Anbieter Nicht-quelloffener Software Probleme, immer wiederkehrende Gerüchte über NSA-Backdoors in ihren Betriebssystemen zu widerlegen, da eine Offenlegung des Quellcodes keine Option für Microsoft ist.

### Wirtschaftsförderung
An vielen Freie-Software-Projekten sind lokale Programmierer oder Unternehmen beteiligt. Die Mehrzahl der proprietären Software-Produkte wird nach wie vor in Nordamerika entwickelt. Deshalb fördern europäische, südamerikanische oder asiatische Behörden gerne die lokale Softwarebranche, indem sie freie Software einsetzen und deren Weiterentwicklung unterstützen. Wird ein externer Dienstleister für die Migration beigezogen, kann auch dabei ein lokales Unternehmen berücksichtigt werden.

## Risiken und Herausforderungen eines Umstiegs

### Fehlende Verfügbarkeit von Anwendungen
Spezifische Fachanwendungen und auch einige übliche Bürosoftwareanwendungen (z. B. Adobe Photoshop) sind nur für wenige Plattformen (vornehmlich Windows und macOS) verfügbar (fehlende Interoperabilität/Lock-in-Effekt). Dies kann einen Wechsel zu anderen Betriebssystemen erschweren. Während größere Verwaltungen wie die der Stadt München oder das Schweizer Bundesgericht theoretisch die kritische Größe besitzen, um eigene Fachanwendungen entwickeln zu lassen bzw. auf alternative Software umzusteigen, ist dies bei kleineren Organisationen nicht immer in einem wirtschaftlich vertretbaren Rahmen möglich. Von dieser Problematik sind auch Organisationen betroffen, die auf kommerzielle Unix-Systeme wie OS X, Solaris oder auf andere kommerzielle Betriebssysteme wie OpenVMS oder OS/2 (eComStation) setzen. Es gab daher Migrations-Projekte, bei denen nach kurzer Zeit eine Rückmigration zu üblichen Microsoft-Produkten beschlossen wurde, selbst wenn dadurch die Kosten stiegen.

### Kostenverschiebungen
Auch weil Open-Source in der öffentlichen Wahrnehmung häufig mit gratis gleichgesetzt wird, werden oft die finanzielle Komplexität und der Aufwand einer Migration unterschätzt. Zum einen werden Einsparungen bei den Lizenzkosten falsch eingeschätzt, die nur einen Teil der IT-Kosten ausmachen. Zum anderen ist der Aufwand für Anpassungen bzw. der häufig notwendigen Neuerstellung von Fachanwendungen zu berücksichtigen. Die Support-Kosten einer individuellen, eigenen Lösung sind manchmal höher als bei der Verwendung einer proprietären Lösung, bei der die Kosten für Support und die Weiterentwicklung durch einen kommerziellen Softwarehersteller von vornherein im Preis einkalkuliert sind. Fehleinschätzungen können die Budgetierung von Migrations-Projekten erschweren. Treten in der Folge Kostenüberschreitungen auf, so kommt es manchmal zu verkürzten Abwägungen politischer Entscheidungsträger, auf die Frage: „OSS gegen kommerzielle Software.“ Dies hatte in Einzelfällen schon eine komplette Abkehr von OSS zur Folge.

### Komplexität
Der Migrationsaufwand (Zeit, Infrastrukturanpassungen etc.) wird teilweise falsch eingeschätzt: Die wenigsten Software-Pakete – weder kommerziell noch Open-Source – sind komplett austauschbar (z. B. Microsoft-Office-Makros und OpenOffice-Makros). Komplexe Fachanwendungen müssen nicht selten an betriebliche Prozesse und Nutzergewohnheiten angepasst werden, weshalb trotz der Verfügbarkeit alternativer, funktional äquivalenter Open-Source-Produkte – wie bei kommerzieller Software auch – ein komplexer und aufwändiger Migrationsprozess notwendig sein kann. In der Stadtverwaltung München dauerte der Migrationsprozess aus diesen Gründen etwa zehn Jahre. Obwohl auch kommerzielle Migrations-Projekte nicht selten an der Herausforderung der unterschätzten Komplexität scheitern, werden in der Öffentlichkeit und Politik diese Komplexität oft übersehen und die Fehler alleine beim OSS-Ansatz gesucht. Umstellungsprojekte in Zusammenarbeit mit Microsoft, wie etwa bei Dataport, haben oft ähnlich lange Laufzeiten: In Hamburg war es auch nach zehn Jahren noch nicht gelungen, alle 31.500 behördeninternen Arbeitsplätze auf ein einheitliches Betriebssystem umzustellen.

### Betriebskosten von individualisierten Lösungen
Eine Stärke von OSS, die mögliche Anpassbarkeit an spezifische Bedürfnisse (z. B. die einer öffentlichen Einrichtung), kann gegenüber einer proprietär-kommerziellen „von-der-Stange“ Lösung zu einem finanziellen Risiko werden. Die Pflege und Weiterentwicklung von eigenen, individualisierten Softwarelösungen verursacht stets höhere Kosten. Beim sonst üblichen Entwicklungsmodell für proprietär-kommerzielle Software wird dieser Aufwand vom Hersteller übernommen, welcher die Kosten auf mehrere Kunden umlegen und damit kostengünstig sein kann. Deshalb können die Betriebskosten einer angepassten OSS-Lösung höher sein, auch wenn die Migrationskosten geringer waren. Je weniger eine auf dem Markt verfügbare OSS-Lösung individualisiert wird, desto geringer fallen die späteren Betriebskosten aus. Einige Migrations-Projekte wechselten aus diesen Gründen nach einiger Zeit, von einer anfänglich selbst gepflegten Linux-Distribution, zu einer der bereits auf dem Markt etablierten Distribution oder einer verbreiteten kommerziellen Lösung.

### Nutzerakzeptanz
Obwohl auch Migrationen von und zu kommerziellen Software-Produkten von schlechter Nutzerakzeptanz begleitet werden können, kann dies bei der Migration zu OSS aus mehreren Gründen besonders der Fall sein: Einerseits haben OSS-Produkte in der Öffentlichkeit manchmal ein Image-Problem. Man nimmt an, „kostenlose“ Produkte könnten per se nicht mit kommerziellen Lösungen konkurrieren. Fehlende Öffentlichkeitspräsenz von OSS-Produkten, u. a. aufgrund geringeren Marketing-Budgets, führt zur Wahrnehmung, sie sei weniger ausgereift als kommerzielle Software. Gepaart mit einer prinzipiell kritischen Haltung der Anwender gegenüber jeder Änderung, kann dies zu einer starken Ablehnung gegenüber OSS-Lösungen führen. Wird während der Übergangszeit die bestehende Software noch parallel zur OSS genutzt, wird die Migration in der Praxis oft nie wirklich vollzogen. Anwender fühlen sich übergangen, wenn sie bei einer bestehenden Software großes Know-how aufgebaut hatten und dieses nicht mehr nutzen können, wofür in der Folge alleine die Open-Source-Ausrichtung verantwortlich gemacht wird. Eine möglichst frühzeitige Einbindung der Benutzer, intensive Schulungen, ein guter Support während des Übergangs und vor allem eine sich dieser Problematik bewusste Projektplanung können die Nutzerakzeptanz deutlich erhöhen.

## Umsetzung und Migration
Im Normalfall ist nicht die technische Umstellung der Softwareinfrastruktur der größte Aufwandsposten. Um die Akzeptanz (Akzeptanztest) der Anwender zu erreichen, ist eine Erfassung und Abbildung aller Prozesse und Strukturen eines Betriebes wichtig, um diese in den neuen technischen Strukturen abbilden zu können. Dies dient auch dem Zweck, dass das aufgebaute Know-how der Anwender in ihrem Arbeitsbereich bzgl. der Abläufe und Strukturen weiterverwendet werden kann. Die Vorarbeit der Struktur- und Prozesserfassung, die mehrere Jahre in Anspruch nehmen kann, muss auch bei einem Wechsel von einem proprietären System zu einem anderen proprietären System geleistet werden. Bevor man eine bestehende Software ersetzen kann, muss bekannt sein, welche Prozesse darin implementiert wurden. Haben sich aufgrund fehlender Funktionalität über Jahre Insellösungen etabliert, müssen diese zuerst aufgespürt und verstanden werden. Dann müssen ggf. zusätzliche Schnittstellen definiert oder eine Integration geplant werden. Meist gibt es in öffentlichen Einrichtungen zahlreiche Fragen bezüglich der Datensicherheit und des Datenschutzes zu klären. So darf zum Beispiel nicht jede Abteilung die Daten einer anderen lesen können; andere Daten wiederum dürfen nur zeitlich beschränkt gespeichert werden.
Eine bestehende Linux-Distribution dient meist als Grundlage für die Entwicklung der neuen Softwareumgebung. Diese wird mit der nötigen Anwendungssoftware ergänzt und so verändert, dass sie alle definierten Bedürfnisse abdeckt. Sind die Programmier- und Konfigurationsarbeiten (größtenteils) abgeschlossen, folgt eine Test- oder Pilotphase mit einer kleinen Anzahl von Anwendern. Treten keine größeren Probleme auf, folgt das Rollout an die Anwender. Dies kann für tausende Arbeitsplätze an einem Wochenende geschehen, wenn die Hardwarevoraussetzungen gegeben sind, oder über mehrere Jahre verteilt, gestaffelt nach Funktionen oder Abteilungen. Vor oder kurz nach der Umstellung der Arbeitsplätze müssen die Endanwender geschult werden, um sich mit neuen Desktopoberflächen wie KDE- oder Gnome zurechtzufinden. Ein weiterer Schwerpunkt der Ausbildung liegt meist auf den – für die betrieblichen Prozesse notwendigen – Anwendungen. Ab dem Zeitpunkt der Anwendung der neuen Linux-Umgebung im Tagesgeschäft ist ein weiterer Support wichtig. Aus den dabei erhaltenen Rückmeldungen von den Anwendern können weitere Optimierungen resultieren.
Ist die Migration abgeschlossen, liegt vielfach eine neue Distribution vor. Diese kann veröffentlicht oder in eine bestehende Distribution integriert werden. Auf diesem Weg erhält die Distribution, die als Grundlage diente, neue Funktionen und kann qualitativ verbessert werden. Nicht selten dient eine von einer öffentlichen Einrichtung entwickelte Distribution als Grundlage für die Migration einer anderen öffentlichen Einrichtung. Manchmal kann eine so entwickelte Distribution ohne Änderungen übernommen werden, da beispielsweise viele Ämter sehr ähnliche Ansprüche an ihre EDV stellen.

## Beispiele von Migrationsprojekten
Weltweit gibt es zahlreiche Beispiele für öffentlichen Einrichtungen, die auf OSS und Linux migriert sind. Viele solcher Projekte bleiben auch geheim, da es staatliche Organisationen oft vorziehen, aus Gründen der Sicherheit die Öffentlichkeit nicht über die eingesetzten Programme und Systeme zu informieren. Im Folgenden sind laufende oder abgeschlossene Migrationsprojekte alphabetisch gelistet:

### Afrika

#### Kenia
Im September 2012 gab die kenianische Regierung zum Software Freedom Day bekannt, proprietäre Software in öffentlichen Einrichtungen auf freie und Open-Source-Software umstellen zu wollen. Dies soll einerseits Lizenzkosten sparen als auch helfen IT in ländlichen Gegenden verfügbarer zu machen.
Kenia nutzt in einzelnen Regionen eine Version des Open Medical Record System (Open MRS), eine Open Source Plattform für elektronische Krankenakten, um Gesundheitsdaten zu verwalten.

#### Südafrika
Das südafrikanische Sozialversicherungssystem (SASSA) setzt seit 2007 auf seinen Rechnern SUSE Linux Enterprise Desktop (SLED) ein. Es wird ein Thin-Client-System eingesetzt. Dank Linux konnte die SASSA die Effizienz steigern und die Kosten senken.

### Asien

#### China, Südkorea und Japan
Um der nordamerikanischen Übermacht in der Softwarebranche ein Gegengewicht gegenüberzustellen, treiben die Regierungen von China, Südkorea und Japan gemeinsam seit 1999 die Entwicklung der Linux-Distribution Red Flag Linux voran. Basierend auf Red Hat Linux 9.0 ist die Distribution angepasst an die Nutzung mit asiatischen Schriftzeichen. KDE und Opera sind Standard-Anwendungen in Red Flag. Die Entwicklung findet überwiegend in China statt. Die Unternehmen Hewlett-Packard, Oracle, IBM, Dell, Intel, BEA Systems, Inc., SGI, Sybase, Haier, Great Wall, TCL und andere mehr sind Projektpartner. Am 17. Februar 2014 vermeldete die South China Morning Post, dass Red Flag Linux vor dem Aus stehe. Grund dafür sei Missmanagement und der geringe erreichte Bekanntheitsgrad, da sich Red Flag Linux auch gegenüber anderen Linuxdistributionen nicht durchsetzen konnte. Die Verträge sollen gekündigt und das Projekt eingestellt werden.

#### Philippinen
Die philippinische Regierung ließ im Jahr 2008 23.000 Computer an Schulen verteilen, auf denen Fedora Linux oder Ubuntu installiert war.

#### Pakistan
Seit 2002 fördert die pakistanische Regierung Linux in staatlichen und privaten Projekten. Dies geschieht im Rahmen des TReMU-Programms (Technology Resource Mobilization Unit). Dabei geht es generell darum, dass Pakistan den Anschluss an das digitale Zeitalter nicht verliert. Im Bildungssektor gibt es auch einige Erfolge mit Linux zu vermelden.

#### Südkorea
Das südkoreanische Ministerium für Information und Kommunikation versucht seit 2006 staatlichen Behörden und Universitäten den Umstieg zu Linux mit finanziellen Anreizen schmackhaft zu machen. Das Ziel ist es, die lokale Softwarebranche zu stärken. Das Ministry for Planning and Budget hat 37 Projekte gestartet, die Linux miteinschließen.
Im Mai 2019 hatte die südkoreanische Regierung beschlossen, die Arbeitsplätze des Ministeriums für Inneres und Sicherheit von Windows 7 zu Linux zu migrieren. Die Migration und der Kauf neuer Rechner werden etwa 780 Milliarden Won (580 Millionen Euro) kosten. Trotzdem sollen dank Linux die Kosten gesenkt werden. Eine Abhängigkeit von einem einzelnen Betriebssystem soll in Zukunft verhindert werden.

#### Taiwan
Der in Taiwan für die Anschaffung von Computern verantwortliche staatseigene Central Trust of China (CTOC) hat 2006 erstmals angeordnet, dass die neubeschafften 120.000 Rechner linux-tauglich sein müssen.

#### Volksrepublik China
In einer Behördenmitteilung kündigte die chinesische Regierung am 20. Mai 2014 an, dass sie 200 Millionen Rechner, die noch mit Windows XP arbeiteten, auf Ubuntu Kylin umrüsten wolle. Das Ziel dieser großangelegten Migration sei es, die Abhängigkeit von ausländischen Herstellern von Betriebssystemen zu verringern. Aus Sicherheits-Gründen wurde eine Migration zu Windows 8 verboten.

### Australien und Ozeanien

#### Neuseeländisches Bildungsministerium
Das Bildungsministerium des südpazifischen Inselstaats Neuseeland unterzeichnete 2005 mit Novell einen Vertrag, der allen Schulen ermöglicht, ihre bis dahin eingesetzte NetWare-Infrastruktur flächendeckend durch Suse Linux zu ersetzen. Ziel war es, nicht nur die Server mit Linux zu betreiben, sondern auch die Schüler-, Lehrer- und Verwaltungsarbeitsplätze von Windows zu Linux zu wechseln. Dank Linux können die neuseeländischen Schulen die IT-Kosten senken, die Stabilität der IT-Systeme und die Sicherheit erhöhen.

### Europa

#### Deutschland

##### Bundesbehörden
Das Zentrum für Digitale Souveränität der Öffentlichen Verwaltung soll Open-Source Vorhaben im Umfeld der öffentlichen Verwaltung bündeln. In der Legislaturperiode des 20. Deutschen Bundestages betrug der Open-Source-Anteil am Softwareentwicklungsbudget des Bundes 0,5 Prozent.
In einer Analyse kam Gerd Mischler im Juli 2025 zum Ergebnis, dass es auf Bundesebene an einer Lobby für Open Source Software (OSS) fehle, während die Bundesverwaltung gleichzeitig Milliardenbeträge für proprietäre Software von Anbietern aus den Vereinigten Staaten ausgebe.

###### ERPOSS
Das deutsche Bundesamt für Sicherheit in der Informationstechnik (BSI) entwickelte die Linux-Distribution ERPOSS. Die Idee war, öffentlichen Verwaltungen kostengünstige und sichere Softwarelösungen anzubieten. Als Basis dienten Debian, KDE und OpenOffice.org. ERPOSS stand im Mai 2006 für die Öffentlichkeit zum Download bereit, wird jedoch nicht mehr weiterentwickelt und vom BSI nicht mehr unterstützt.

###### Bundesamt für Strahlenschutz
Das Bundesamt für Strahlenschutz setzt für den Betrieb des ODL-Messnetz serverseitig auf Open-Source Produkte wie Linux (openSUSE) und MySQL. Der vom Bundesamt dafür entwickelte Datenlogger, der MWS3-Messwertsender, der über eine AXIS ETRAX CRIS CPU mit 100 MHz verfügt, hat ebenfalls Linux als Betriebssystem. Zur Veröffentlichung und Aktualisierung der Messwerte im Internet werden ausschließlich Open-Source Produkte eingesetzt. Das BfS setzt an seinen neun Standorten im gesamten Bundesgebiet mit ca. 950 IT-Arbeitsplätzen die Linux-Distribution Univention Corporate Server inklusive Samba als zentrales IT-Management und IT-Infrastrukturmanagement sowie für Datei- und Druckdienste als auch als DNS- und DHCP-Server ein.
Zudem setzt das Bundesamt für Strahlenschutz bei der Neuentwicklung des Integrierten Mess- und Informationssystems (IMIS3) auf eine Open-Source-Strategie, bei der die Komponenten des IMIS3 Systems unter einer freien Lizenz stehen. Die gilt sowohl für die Wahl existierender Software, als auch für neu zu entwickelnde Komponenten. Die Eigenentwicklungen des Bundesamtes für Strahlenschutz werden auf GitHub veröffentlicht.

###### Deutscher Bundestag
Im März 2002 beschloss der Ältestenrat des Deutschen Bundestags, die rund 5.000 Arbeitsplätze und 100 Server der Bundestagsverwaltung auf eine neue Betriebssystem-Plattform zu stellen. Das Projekt erhielt den Namen MigOS. Im Laufe des Jahres 2003 wurden alle Arbeitsplätze der Bundestagsverwaltung von Windows NT 4.0 zu Windows XP migriert. Durch einen parlamentarischen Beschluss bestätigt, wurden im Juli 2005 die Server zu Linux migriert. Es wird mehrheitlich Suse Professional 9.2 verwendet.

###### Deutsche Bundesagentur für Arbeit
Die Bundesagentur für Arbeit hat im Jahr 2008 insgesamt 13.000 Selbstinformationsplätze auf OpenSUSE umgestellt. Die Migration erfolgte ohne das Mitwirken eines externen Dienstleisters. Man ersetzte Windows NT 4.0 durch Linux und nicht mit einer aktuellen Windows-Version, weil sich die automatische Wartung einfacher verwirklichen lässt, die Lizenzkosten erheblich niedriger und Sicherheitsprobleme einfacher in den Griff zu bekommen sind. An die Sicherheit dieser Selbstinformationsplätze wurden sehr hohe Ansprüche gestellt, weil sie teilweise öffentlich zugänglich sind. Die Bundesagentur für Arbeit setzt auch Server mit Linux-Betriebssystem ein.

###### Deutsches Auswärtiges Amt
Seit 2002 war es die Strategie des Auswärtigen Amtes, Freie Software zu nutzen. Bis 2007 wurden 230 Auslandsvertretungen mit insgesamt 11.000 Arbeitsplätzen rund um die Welt auf Linux migriert. Die IT-Strukturen des Auswärtigen Amtes sind sehr komplex, da 80 % der Rechner im Ausland stehen. Etwa 400 Notebooks von Diplomaten müssen sich von jedem beliebigen Ort auf der Welt und mit allen möglichen Techniken (UMTS, WLAN, Analog-Modem, …) jederzeit sicher ins Netz des Auswärtigen Amtes einwählen können. Es wurde eine Debian-basierte Distribution eingesetzt. Für Sicherheit sorgte eine SINA-adäquate Verschlüsselung aller Verbindungen. Die Kosten pro EDV-Arbeitsplatz konnten dank Linux auf 1190 Euro gesenkt werden, zuvor war es mehr als das Doppelte.
Dennoch wurde 2011 eine Rückmigration angekündigt, um wiederum Kosten einzusparen.

###### OpenDesk
Seit Sommer 2024 wird mit openDesk vom Bund finanziert und unter Koordination durch Zendis eine quelloffene, cloudbasierte Desktop-Lösung als Alternative zu Microsoft 365 entwickelt. Im April 2025 schloss das IT-Systemhaus der Bundeswehr BWI mit Zendis einen Rahmenvertrag zur „Bereitstellung und bedarfsgerechten Weiterentwicklung“ von openDesk für die Streitkräfte.

##### Auf Landesebene

###### Landesmedienzentrum Baden-Württemberg
Das Landesmedienzentrum Baden-Württemberg hat eine sogenannte Linux-Musterlösung für den serverseitigen Schuleinsatz veröffentlicht und unter dem Namen „paedML Linux“ zum Download bereitgestellt. In den Jahren 2006, 2008 und 2010 wurde dieses Projekt mit dem Comenius-Siegel der Gesellschaft für Pädagogik und Informatik (Berlin) ausgezeichnet. Das Landesmedienzentrum erteilte 2012 den Auftrag zur weiteren Entwicklung von paedML Linux an die Bremer Univention GmbH, welche daraufhin auf Grundlage des Univention Corporate Server @ School eine an die Bedürfnisse des Landesmedienzentrums angepasste paedML Linux (neue paedML Linux 6.0) erstellte, die 2014 veröffentlicht wurde. Ende 2019 ist die Version 7.1 aktuell.
Die Entwicklergemeinde der freien Musterlösung setzte diese unter dem Namen Linuxmuster.net fort.

###### Bayerische Vermessungsverwaltung
Die Bayerische Vermessungsverwaltung setzt im Landesamt für Digitalisierung, Breitband und Vermessung und an allen 51 Ämtern für Digitalisierung, Breitband und Vermessung Linux ein. Seit 2003 laufen an diesen Ämtern 2.800 Workstations unter OpenSUSE. Bei den Vermessungstrupps im Außendienst wird die gleiche Distribution seit 2007 auf 650 Robust-Notebooks eingesetzt. Durch die Boot- und Installations-Mechanismen von Linux können alle Systeme per Fernwartung einheitlich installiert und upgedatet werden. Alle diese Systeme werden mit Open-Source-Software bzw. Eigenentwicklungen betrieben. Aufgrund der positiven Erfahrungen in Hinsicht auf Stabilität und Einsatzdauer der Hardware wird dieser Weg weiterverfolgt.

###### Niedersächsische Polizei
Die Polizei von Niedersachsen migrierte 2003–2004 fast 11.000 Arbeitsplätze zu Linux. Als Gründe wurden geringere Lizenzkosten, Unabhängigkeit von den Produktzyklen einzelner Software-Hersteller und ein erhöhtes Sicherheitsniveau genannt. Außerdem könnten Computer länger in Gebrauch bleiben, weil die Hardwareanforderungen von Linux geringer sind und es sei ein Komfortgewinn spürbar. Ende 2014 gab es „auf Basis einer Wirtschaftlichkeitsbetrachtung“ Überlegungen zu einer Rückmigration auf Microsoft Windows. Hintergrund waren unter anderem Probleme mit dem Niedersächsischen Vorgangsbearbeitungs-, Analyse-, Dokumentations- und Informationssystem Nivadis. Bis Ende 2018 sollte die Polizei dann zum IT-Dienstleister IT.N wechseln, wobei allerdings ebenfalls Probleme auftraten. IT.Niedersachsen führte wieder ein einheitliches Windows-Betriebssystem ein.

###### Niedersächsische Finanzverwaltung
Die niedersächsische Finanzverwaltung migrierte im Sommer 2006 rund 12.000 Arbeitsplätze von Solaris x86 auf Linux. Gründe für den Wechsel waren ein größeres Angebot an fertigen Desktop-Anwendungen und eine bessere Unterstützung gängiger Hardware.
Aktuell (2018) will die niedersächsische Finanzverwaltung jedoch die mittlerweile auf 13.000 angestiegenen Arbeitsplätze auf Windows migrieren. Jedoch sollen weiterhin Open-Source-Software eingesetzt oder parallel angeboten werden.

###### Rheinland-pfälzische Grundschulen
An elf Grundschulen im Bundesland Rheinland-Pfalz wurde im Jahr 2009 ein Pilotprojekt für die Migration zu Skolelinux gestartet. Ziel ist, dass die Schulen später zwischen einer Linux-Umgebung und MNS+, einer vernetzten windows-basierten Lösung, wählen können.

###### Oberverwaltungsgericht Rheinland-Pfalz
Die Justiz Rheinland-Pfalz stellt seit dem Jahr 2020 das bundesweit erste Onlineportal zur Einsichtnahme in elektronische Gerichtsakten bereit. Entwickelt und betrieben wird das „Justizportal Rheinland-Pfalz“ vom Oberverwaltungsgericht Rheinland-Pfalz unter der FOSS-Lizenz EUPL 1.2.

###### Senatorin für Bildung und Wissenschaft in Bremen
Die Bremer Senatorin für Bildung und Wissenschaft betreut die IT für 156 Schulen im Stadtstaat mit ca. 77.500 IT-Anwendern (Schüler, Lehrer und Schulangestellte) und 10.000 Clientsystemen. Im Bremer Schulbereich existieren zwei separate IT-Infrastrukturen: das Schulverwaltungsnetz, das eng mit dem Behördennetz der Stadt Bremen verbunden ist und das schulpädagogische Netzwerk. Letzteres sorgt für die Verbindung zwischen den Rechnern der Schüler und Lehrkräfte. Dieses Netz steht allen Bremer Schulen seit 2006 zur Verfügung. Die zentrale Verwaltung dieses heterogenen Netzes mit den Betriebssystemen Windows 2000, Windows XP, macOS und Linux Clients übernahm die Linux-Distribution Univention Corporate Server (UCS) zusammen mit der in UCS eingebetteten Software Samba 4 und der UCS-Komponente UCS@school. Dank Samba 4 stehen den Verwaltern des Netzes alle aus Active-Directory bekannten Microsoft Administrationswerkzeuge sowie die Möglichkeit der Verwaltung mittels Gruppenrichtlinien (GPOs) zur Verfügung. UCS@school ermöglicht den Lehrern wiederum administrative Aufgaben wie das Verteilen digitaler Unterrichtsmaterialien, das Anlegen von Gruppen für Unterrichtszwecke etc.

###### Landesbildungsamt Schleswig-Holstein
Das Landesbildungsamt von Schleswig-Holstein ließ im Jahr 1999 einen Linux-basierten Terminalserver für den Einsatz an Schulen entwickeln. Als Basis diente SuSE Linux 9.1. Das letzte Update auf Version 5.1 erfolgte 2004.
Im Oktober 2017 verkündete die schleswig-holsteinische Landesregierung, bei der IT-Beschaffung den Kurs auf Open Source zu ändern und langfristig eine „vollständige Ablösung“ von Closed-Source-Software anzustreben.

###### Bundesland Schleswig-Holstein
Das Bundesland Schleswig-Holstein wird die von ihm genutzte Software bis 2025 komplett auf Open Source umstellen. Dies betrifft 25.000 Landesmitarbeiter und Landesmitarbeiterinnen in der Verwaltung.

##### Auf Regional- und Kommunalebene

###### Freiburg
Der Gemeinderat von Freiburg hatte im Juni 2007 beschlossen, offene Standards und ODF zu verwenden. Daraus folgte der Einsatz von OpenOffice.org als Office-Paket. Die Migration wurde aber nie vollständig vollzogen, was in der Verwaltung zu einem Paralleleinsatz von OpenOffice.org 3.2.1 und Microsoft Office 2000 führte. Ein im Jahr 2012 erstelltes Gutachten, zweifelte an der für die Verwaltung in Freiburg nötigen Weiterentwicklung von Apache OpenOffice in Bezug auf den Dokumentenaustausch und die Schnittstellen zu anderen Anwendungen. Deshalb wurde am 20. November 2012 vom Gemeinderat die Migration aller Arbeitsplätze zu Microsoft Office 2010 beschlossen.

###### Gummersbach
Gummersbach ist eine Stadt im Oberbergischen Kreis mit ca. 50.000 Einwohnern. Angeschlossen an die gemeinsame kommunale Datenzentrale in Siegburg (Civitec) werden vor Ort ca. 325 Arbeitsplätze betreut. Bis zum Beginn der Migration wurden auf den PC-gestützten Arbeitsplätzen Microsoft Windows XP und Microsoft Office XP eingesetzt, doch aufgrund des veralteten PC-Bestandes und einem möglichen Betriebssystemwechsel hätten neben dem Austausch des gesamten PC-Bestandes auch neue Microsoft-Lizenzen für Betriebssystem und Office-Produkte beschafft werden müssen. Der Verwaltungsvorstand stimmte deshalb der Migration von Windows zu Linux-Desktops und dem Einsatz von Thin Clients zu. Die neue IT-Architektur sieht vor, dass mittels Fujitsu Futro Thin Clients per XDMCP eine Sitzung zu einem Suse Linux-Terminal-Server-Cluster im HA-Verbund aufgebaut wird. Als Desktop wird Mate eingesetzt. Neben LibreOffice als Office-Suite wird für die E-Mail und Kalenderverwaltung Open-Xchange 6 per Web-Frontend eingesetzt. Zudem kommt in einigen Fachbereichen der von der Stadt München entwickelte WollMux zum Einsatz. Weiterhin erforderliche Windows-Fachanwendungen werden den Linux-Desktops von zwei Citrix-Servern, die unter VMware betrieben werden, zur Verfügung gestellt. 300 Arbeitsplätze wurden somit in den letzten Jahren migriert. Lediglich 25 Arbeitsplätze im CAD-Bereich und Bürger-Service (spezielle zusätzliche Hardware und Windows-Treiber erforderlich) arbeiten mit Windows 7.

###### Isernhagen
Die niedersächsische Stadt Isernhagen stellte im Jahr 2004 ihre Verwaltung auf Thin Clients um, die Linux als Betriebssystem nutzen. Die Server wurden nicht zu Linux migriert. Sie laufen weiterhin auf Novell-NetWare. Die Migration zu Linux erfolgte ohne Probleme. Nur bei der Migrationen zu OpenOffice.org gab es wegen der Inkompatibilität von VBA-Makros einige Schwierigkeiten. Die Kosten für die Hardware konnten halbiert werden, und innerhalb von drei Jahren wurden 150.000 Euro für Lizenzen bei MS Windows und MS Office eingespart.

###### Köln
Das Amt für Informationsverarbeitung der Stadtverwaltung Köln bezog in seiner Einführungsplanung seit 1999 auch Linux als Option ein. Nachdem die Entscheidung zugunsten dieses Systems gefallen war, konnte die Stadtverwaltung im Jahr 2013 auf rund zehn Jahre Erfahrung zurückblicken: „Köln setzt OSS ... vor allem aus wirtschaftlichen Gründen ein.“ Inzwischen wurde ein Rahmenvertrag mit einem externen Dienstleister abgeschlossen, der zuletzt im April 2016 neu ausgeschrieben wurde.
Die Stadt Köln setzt Open Source auch in den Kölner Schulen ein. Als drittgrößter Schulträger Deutschlands hat die Stadt begonnen, eine einheitliche zentrale Identity-Infrastruktur an den Schulen aufzubauen. Dabei nutzt sie die Linux-Distribution Univention Corporate Server als zentrales Identity Management (IDM), welches die alten Schulserver ablöst. Anwendungen wie die Groupware Open-Xchange, das Mobile Device Management Jamf oder das Kursmanagementsystem und die Lernplattform Moodle sowie Cloud-Dienste, zu denen unter anderem Office 365 gehört, können damit betrieben werden.

###### Leipzig
Bis im Oktober 2012 wurden in der Verwaltung der Stadt Leipzig 3.900 Arbeitsplätze zu OpenOffice.org migriert. Nach Abschluss der Migration sollen insgesamt 4.200 Arbeitsplätze mit dem freien Office-Paket ausgerüstet sein. Bei der Migration wurde auf die Erfahrungen der Stadt München zurückgegriffen. Die Motivation für die Migration ist eine geringere Abhängigkeit von proprietären Software-Produkten.

###### Leonberg
Die Stadtverwaltung der baden-württembergischen Stadt Leonberg migriert seit 2004 in einem «sanften Wechsel» zu Linux. Die Gründe für die Wahl von Linux sind: Einsparungen im sechsstelligen Bereich, bessere Funktionalität, erhöhte Sicherheit und die Unabhängigkeit von Herstellern.

###### Mannheim
Die Stadt Mannheim stellte ihre Verwaltung in einer „sanften“ Migration auf Linux um. Insgesamt 110 Server und 3.700 Desktop-Rechner sind betroffen. Die Philosophie des LiMAx genannten Projekts ist: „Open Source, wo möglich und kommerzielle Software, wo nötig.“ Das Projekt begann im Jahr 2004. Kern der Umstellung waren u. a. die Dateiablage und Bürokommunikation. Daneben mussten für mehr als 150 Fachanwendungen neue Lösung gefunden werden. Die Linux-Plattform sollte die nötige Flexibilität bieten und die Wahlfreiheit bei technischen Angeboten sichern. Als externer Berater begleitete IBM das LiMAx-Projekt. Laut einer Informationsvorlage für den Heidelberger Gemeinderat wurde die Migration der Stadt Mannheim bereits Ende 2007 abgebrochen. Seitdem wurde eine Rückabwicklung des Umstiegs auf im Markt etablierte Produkte vollzogen. Die Abkehr wurde wie folgt begründet: „Massive technische Probleme, Instabilitäten und erhebliche Störungen im täglichen Arbeitsablauf, die auch durch hohen internen und externen Personalaufwand (IBM, Oracle) nicht behoben werden konnten.“

###### München
München begann mit der Umsetzung des Plans für LiMux, nachdem eine Erneuerung des Windows-NT-4.0-Systems angestanden hätte. Das Unternehmen Microsoft gab die Unterstützung für Windows NT 4.0 auf. Der weitere Einsatz hätte große Sicherheitslücken sowie Probleme im Bereich der Hardware-Unterstützung wegen fehlender Gerätetreiber zur Folge gehabt. Nach einem längeren Entscheidungsprozess, inklusive Gegenüberstellung von Migrationsszenarien auf Basis von Windows XP und Linux, entschied der Münchner Stadtrat 2003 endgültig, große Teile der kommunalen EDV auf Linux umzustellen. Das LiMux-Projekt wird weltweit sehr aufmerksam verfolgt, weil München als Pionier der Freien Software in der Verwaltung gilt.
Ziel war es, rund 80 % der 15.000 Arbeitsplätze auf Linux umzustellen und alle PC-Arbeitsplätze mit einer offenen Bürokommunikation (u. a. OpenOffice.org.) auszustatten. 2003 bis 2004 wurden die Planungsarbeiten erledigt. Von Debian wurde eine eigene, speziell an die Bedürfnisse der Münchner Verwaltung angepasste Linux-Distribution abgeleitet, die den Namen LiMux trägt. Seit Ende 2009 wurde auf eine Ubuntu-Distribution gewechselt. Im Juli 2011 wurde das LiMux Release 4 gelauncht. Dieses basiert auf Ubuntu 10.04 und KDE 3.5. Als die aufwendigsten Aufgaben stellten sich die Entwicklungen eines Brief- sowie Formular-, Vorlagenverwaltungs- und Textbausteinsystems heraus. Das daraus entstandene Dokumentenvorlagensystem WollMux wurde 2007 bei der OSOR urheberrechtlich von der Landeshauptstadt München registriert und ist seitdem frei verfügbar. Wegen Unsicherheiten über Softwarepatente wurde im Sommer 2004 das Projekt kurze Zeit unterbrochen. Insgesamt wurde ein evolutionärer und phasenorientierter Ansatz gewählt: Zuerst wurden bis Ende 2009 alle PC-Arbeitsplätze mit der Offenen Bürokommunikation ausgestattet, dann begann schwerpunktmäßig der Flächen-Roll-Out der Linux-Betriebssysteme (LiMux Client). Im September 2006 war die Testphase abgeschlossen und im November 2006 begann die eigentliche Migration. Seit Ende 2009 können alle Mitarbeiter mit freier Software der Bürokommunikation arbeiten, Ende November 2012 wurde das Projektziel von 12.000 migrierten PC-Arbeitsplätzen erreicht. Insgesamt nutzen 15.000 Arbeitsplätze Freie Software wie Firefox, Thunderbird, OpenOffice.org und den WollMux.
Die Stadt München konnte mit LiMux laut eigenen Angaben bei der IT-Struktur Kosteneinsparungen gegenüber einer theoretischen, hochgerechneten EDV-Lösung auf der Basis von Microsoft Windows um ca. 25 % erreichen. Im Februar 2017 beschloss der Stadtrat, bis Ende 2020 anstatt der Open-Source-Lösung einen Client auf der Grundlage von Microsoft Windows mit „marktüblichen Standardprodukten“ entwickeln zu lassen. Anfang März 2017 erklärte der zuständige IT-Leiter, bis 2013 seien 80 Prozent der Clients auf LiMux umgestellt gewesen und die bisher bekannten Probleme „hatten nie etwas mit LiMux zu tun“.
Ende November 2017 wurden vom Stadtrat die Kosten für die Rückkehr zu Microsoft-Produkten mit 89 Millionen Euro veranschlagt.
Anfang Juni 2021 gab die Stadt eine Zusammenarbeit mit AKDB und Dataport bekannt, um einen Open-Source-basierten „Arbeitsplatz der Zukunft“ zu entwickeln. Er wird „mit marktüblichen Angeboten kompatibel“ und auch für mobiles Arbeiten ausgelegt. Nach dem Prinzip „Einer für Alle (EfA)“ sollen die Ergebnisse für andere Anwender aus dem öffentlichen Sektor zur Verfügung gestellt werden.

###### Schwäbisch Hall
Als eine der ersten Kommunen Deutschlands nutzte die süddeutsche Stadt Schwäbisch Hall Freie Software. Bereits 1997 wurden in der Verwaltung einzelne Anwendungen bewusst auf Freie Software umgestellt. Im Jahr 2001 musste wegen des Auslaufs der Lizenz das verwendete proprietäre Office-Paket aktualisiert werden. Dies war für die kleine Stadt ein finanzielles Problem, da die damals verwendete Hardware für die neue Version des Office-Pakets zu alt war. Durch positive Erfahrungen mit der damals schon verwendeten Freien Software beauftragte der Oberbürgermeister die IT-Abteilung, Freie-Software-Alternativen zu suchen. Fündig wurde Schwäbisch Hall bei SuSE und OpenOffice.org. Heute arbeiten die Verwaltung und die stadteigenen Betriebe fast flächendeckend mit Linux und anderen Open-Source-Anwendungen. Die Erfahrungen sind teils sehr positiv, teils nicht.

###### Treuchtlingen
Die Gemeinde Treuchtlingen migrierte 2002 ihre gesamte Verwaltung zu Open-Source-Software. Im Vordergrund standen dabei geringere Kosten für die Hardware durch Thin Clients und Terminalserver. Für diese Hardwareplattform waren die vorhandenen Software-Produkte nicht verfügbar, weshalb als Folge daraus seither in der Verwaltung erfolgreich mit Linux, KDE, GIMP, Scribus oder Inkscape gearbeitet wird. Die Telefonanlage läuft auf einem Asterisk-Server und für Web-Basierte-Anwendungen wird konsequent auf LAMP-Server aufgebaut.

###### Zusammenschluss regional.digital
regional.digital (re@di) ist ein Zusammenschluss zum Betrieb von Software von neun Städten aus Baden: Baden-Baden, Bretten, Bruchsal, Bühl, Gaggenau, Ettlingen, Rastatt, Rheinstetten und Stutensee. Derzeit wird den Partnerstädten Jitsi und Nextcloud zur Verfügung gestellt.

#### Frankreich
Im September 2012 forderte der französische Premierminister Jean-Marc Ayrault die Behörden des ganzen Landes auf, wenn immer möglich Open-Source-Software einzusetzen. Bei der Evaluation für eine neue oder für den Ersatz einer bestehenden Software, seien Open-Source-Produkte zu berücksichtigten. Die Behörden sollen Open-Source-Know-how aufbauen und den Software Markt durch die Mitarbeit in Open-Source-Projekten beleben. Bereits im April 2012 wurde bekannt, dass Frankreich 15 Prozent der IT-Ausgaben für Open-Source investiert – mit steigender Tendenz.
Französische öffentliche Einrichtungen und Unternehmen haben dabei selbst Software unter einer freien Lizenz veröffentlicht, z. B. Code Aster oder Salome. Das VideoLAN-Projekt wurde ebenfalls in Frankreich, an der École Centrale Paris gestartet, auch wenn es heute von Entwicklern aus 20 Ländern weiterentwickelt wird.

##### Französische Gendarmerie
Frankreichs Gendarmerie nationale migriert stufenweise 72.000 Arbeitsplätze von Windows XP zu einer angepassten Ubuntu-Variante genannt GendBuntu.
Das Projekt startete 2004 mit der behördenweiten Migration von MS Office zu OpenOffice.org und der Umstellung des behördeninternen Dateiaustausches auf das OpenDocument Dateiformat. Es folgten die Migration auf die Programme Firefox, Mozilla Thunderbird, GIMP und VideoLAN. Anschließend wurde im Jahr 2008 die Migration des gesamten Betriebssystems auf zunächst 5.000 Rechnern getestet. Im Jahr 2011 erfolgte die Umstellung auf 20.000 und 2012 auf 30.000 Rechnern. Bis zum Sommer 2014 sollte auf den verbleibenden Rechnern ebenfalls GendBuntu installiert werden.
Die IT-Kosten konnten durch die Migration um 70 % gesenkt werden. Dies entspricht 7 Millionen Euro jährlich.

##### Französisches Kultusministerium
Um nicht länger abhängig von proprietärer Software zu sein, werden 2.500 Server des Französischen Kultusministeriums auf RHEL migriert. Teilweise handelte es sich dabei um AIX-Systeme. Der Grund für die Wahl von Linux waren ausschließlich die Lizenzkosten und die Service-Angebote.

##### Französisches Landwirtschaftsministerium
Die 400 Server des französischen Landwirtschafts- und Fischereiministeriums wurden 2007 auf Mandriva Corporate Server umgerüstet. Die Desktop-Rechner wurden mit OpenOffice.org und Windows ausgerüstet.

##### Französische Nationalversammlung
Anfang 2007 stellte die französische Nationalversammlung alle ihre etwa 1.000 Desktop-Rechner auf Ubuntu um. Die Parlamentarier sind größtenteils sehr zufrieden mit der Freie-Software-Umgebung. Das Parlament wollte dadurch mehr Kontrolle und Selbstbestimmung über die eingesetzte Software erreichen. Zudem war es das Ziel, den gleichen Funktionsumfang zu geringeren Kosten bereitzustellen.
Seit September 2012 wird den Abgeordneten die Wahl zwischen Windows 7 oder Ubuntu bzw. Office 2010 und/oder OpenOffice auf den ihnen zur Verfügung gestellten Arbeitsrechnern angeboten.

##### Paris
Die Stadt Paris verfolgt die Strategie, vermehrt Linux und Freie Software einzusetzen. Damit will sie sich aus der Abhängigkeit von einzelnen Herstellern lösen. Proprietäre Systeme werden aber nicht ausgeschlossen. Mehr als die Hälfte der rund 400 städtischen Server liefen 2005 bereits unter Linux, auch zahlreiche Schulen wurden auf Linux umgestellt. Den Mitarbeitern wurde empfohlen, auf Freie Software wie OpenOffice.org umzusatteln.

##### Toulouse
Die Verwaltung der Stadt Toulouse migrierte von 2011 bis 2014 rund 90 Prozent der 10.000 Arbeitsplätze zu LibreOffice. Dadurch können alle drei Jahre 1,8 Millionen Euro an Lizenzkosten für Microsoft-Produkte eingespart werden. Der Migrations-Prozess kostete einmalig 800.000 Euro. Bereits seit 2009 nutzen etwa 50 Prozent der Server der Region Toulouse Linux als Betriebssystem. Die restlichen 50 Prozent teilen sich auf AIX- oder Windows-Server auf. Seit 2009 wird auch versucht, so viele Verwaltungsprozesse wie möglich in Webanwendungen zu integrieren. Beim Web-Engineering kommen dabei bevorzugt Open-Source-CMS und -Frameworks zum Einsatz.

#### Großbritannien

##### Britische Regierung
Die britische Regierung zieht einen Wechsel von Microsoft Office zu OpenOffice oder Google Docs in Betracht, um die Effizienz und Zusammenarbeit der Verwaltung zu verbessern. Der offene OpenDocument-Standard soll zukünftig verwendet werden um „das Oligopol der IT-Anbieter zu brechen“.

##### Birmingham
Im Mai 2005 gab die Stadt Birmingham eine Studie zur Nutzung von Open-Source-Software für die öffentliche Verwaltung in Auftrag. Nach einem erfolgreichen Fallstudienergebnis für die Bibliotheken wurde eine Umsetzung jedoch im November 2006 abgebrochen, nachdem sich abzeichnete, dass eine auf Windows XP basierende Lösung günstiger gewesen wäre.

#### Island
Island entschied 2012 aus Kostengründen in Schulen Microsoft Windows durch Linux (Ubuntu) zu ersetzen. Fünf von 32 Sekundarschulen wurden bis März 2012 bereits migriert. Der Hintergrund ist ein einjähriges Projekt, das die Grundlagen für die Migration aller isländischen Behörden zu Open-Source-Software schaffen soll. Die Stadt Reykjavík und das nationale Hospital haben schon unabhängig davon in größerem Umfang auf Open-Source-Software umgestellt.

#### Italien
Am 7. August 2012 wurde in Italien ein Gesetz erlassen, das die Behörden zur Nutzung von Open-Source-Software verpflichtet. Es darf nach dem Inkrafttreten des Gesetzes nur noch von den Behörden bereits entwickelte Software oder Open-Source-Produkte eingesetzt werden. Ausnahmen sind nur möglich, wenn nachgewiesen wurde, dass mit Open-Source-Produkten keine wirtschaftliche Lösung möglich ist.
Die Region Piemont hatte bereits im Jahr 2010 ein vergleichbares Gesetz erlassen. Dieses wurde vor dem italienischen Verfassungsgericht wegen befürchteter Wettbewerbsverzerrung angefochten, aber durch das Gericht für rechtens erklärt. Die Region Apulien erließ im Juli 2012 ähnliche Regeln.

##### Italienisches Militär
Das italienische Verteidigungsministerium hat beschlossen, ab Oktober 2014 alle 150.000 Computerarbeitsplätze mit LibreOffice auszustatten; damit einher geht die Festlegung auf das ODF-Dokumentenformat.

##### Südtirol
Die öffentlichen Verwaltungen Südtirols migrieren innerhalb von drei Jahren schrittweise von MS Office zu LibreOffice, wie am 20. Juni 2013 bekannt gegeben wurde. In der Landesverwaltung selbst werden etwa 7.000 Computer umgerüstet und in den Gemeinden und im Gesundheitsbereich sind ebenfalls nochmals mehrere tausend Arbeitsplätze betroffen. Ziel der Migration ist eine Kosteneinsparung von 600.000 Euro in den ersten drei Jahren und eine flexiblere Informatik-Infrastruktur.

##### Neapel
Die Stadtverwaltung Neapel migrierte im Jahr 2007 etwa 2.000 Computer von Windows zu Linux. Sie wurden mit Ubuntu und OpenOffice ausgerüstet. Schon zuvor – zwischen 2001 und 2002 – hatte die Stadt Neapel hunderte Computer erworben, auf denen mehrere Microsoft-Produkte ohne gültige Lizenz installiert waren. Nach dem Bekanntwerden des Lizenzmissbrauchs drohte Microsoft mit rechtlichen Schritten. Um diesen zuvorzukommen, schloss die Stadt 2009 einen Vertrag mit Microsoft, welcher unter anderem den Erwerb aktueller Windows- und Office-Lizenzen in der Höhe von 700.000 Euro vorsah. Um diese ungewollt getätigten Investitionen zu schützen, wurde im August 2014 eine Rückmigrationen aller Arbeitsplätze zu Windows bekanntgegeben.

##### Turin
Wie die Stadtverwaltung von Turin im September 2014 bekannt gab, will sie innerhalb von fünf Jahren 8.300 Arbeitsplätze in der Verwaltung von Windows XP auf Linux umrüsten. Damit sollen die IT-Kosten um 20 bis 40 Prozent gesenkt werden. Dies ist nicht zuletzt deswegen möglich, weil die verhältnismäßig alte Hardware länger genutzt werden kann.

#### Niederlande

##### Amsterdam
Open.Amsterdam war der Versuch der Gemeindeverwaltung von Amsterdam ein offenes Workstation System zu entwickeln, welches jedoch nach einigen Jahren Entwicklung aufgegeben wurde.

#### Nordmazedonien
Alle Schüler in Nordmazedonien bekamen durch ein Projekt namens Computer für jedes Kind einen Computerzugang. 2007 wurden 20.000 Computer mit einem Edubuntu-Betriebssystem landesweit an die Schulen ausgeliefert. Mit einer Software von NComputing, die eine Mischung zwischen Virtualisierung und Terminalserver-System ist, können insgesamt 180.000 Schüler gleichzeitig an einem der 20.000 Computer arbeiten. Dank dieses Systems kostete ein Arbeitsplatz nur 70 US-Dollar.

#### Österreich

##### Wien
Die Stadt Wien entwickelte eine eigene Linux-Distribution mit dem Namen Wienux für den Gebrauch in der Verwaltung und den städtischen Betrieben. Seit dem Jahr 2006 haben 4.800 Mitarbeiter in der Verwaltung die Wahl zwischen Wienux und Windows 2000. Im Dezember 2008 kamen Gerüchte auf, dass sich die künftigen Migrationspläne der Stadt Wien von Linux weg bewegen könnten, bestätigt durch die Rückmigration einiger Abteilungen zu Windows. Doch im Juni 2009 beschloss der Wiener Gemeinderat, vermehrt Freie Software in der Verwaltung zu fördern. Eine eindeutige politische Bestätigung der Linux-Strategie fehlt aber nach wie vor.
Wienux basiert auf Debian und KDE, nutzt aber auch Systembestandteile von Knoppix. Die Distribution wurde unter der GPL-Lizenz veröffentlicht, wurde jedoch seit 2005 nicht mehr aktualisiert. Die offizielle Downloadseite wurde November 2008 vom Netz genommen.

#### Polen

##### Jaworzno
In den städtischen Schulen der polnischen Stadt Jaworzno wurden 2009 bis 2010 alle Computer auf Linux (Ubuntu) migriert. So konnten die Ausgaben für die Computerpools durch Einsparungen von Lizenzkosten auf ein Viertel gesenkt werden. Außerdem konnten ältere Computer im Dienst verbleiben, da Ubuntu auch auf schwächeren Systemen lauffähig ist. Hätten die Schulen auf Windows 7 gewechselt, wären hohe Ausgaben für neue Hardware vonnöten.

##### Lubawka
Die öffentliche Mittelschule „Gimnazjum Zolnierzy Sybiru“ (pol. „Soldaten von Sibirien“) in Lubawka stellte im September 2013 ihre rund 11 Computer auf Linux (Ubuntu 13.04) um. So hat die Schule keine zusätzlichen Kosten zu tragen, da die gesamte Software frei ist. Mit der Verwendung von Ubuntu kann im Informatikunterricht zum Beispiel auf die Anwendungen GIMP oder Scratch zurückgegriffen werden und durch den bereits in Ubuntu integrierten Filehosting-Dienst Ubuntu One ist der Aufbau eines eigenen Schulnetzwerkes bis auf die strukturierte Verkabelung nicht notwendig. Auch laufen die bereits im Jahr 2005 angeschafften Computer, die das polnische Bildungsministerium finanzierte, zuverlässiger und schneller, als mit dem zuvor verwendeten Windows XP. Weiterer Vorteil ist, dass kein Antivirenprogramm mehr notwendig ist. Die Initiative für den Wechsel ergriff ein Lehrer der Schule ohne Einbindung des polnischen Bildungsministeriums.

#### Russland
Im Frühjahr 2009 legte das russische Ministerium für Informatik einen Plan vor, um die Sicherheit und Unabhängigkeit der staatlichen EDV-Infrastruktur zu erhöhen. Zentraler Punkt dieses Plans ist die Migration der EDV von Behörden und Schulen zu Open-Source-Software. Kostenersparnis wird nur als positiver Nebeneffekt betrachtet. Die russische Regierung investiert 150 Millionen Rubel (rund 3,5 Millionen Euro), um ein Linux-Desktop-System für die Behörden des Landes zu entwickeln. Bis 2015 soll die Migration abgeschlossen sein.

#### Schweiz
Open-Source-Software ist in der Schweiz sehr verbreitet. Die OSS Studie 2024 der Universität Bern in Zusammenarbeit mit dem swissICT und der CH Open ergab, dass 96,6 % der Firmen und Behörden in einem oder mehreren Bereichen Open-Source-Lösungen einsetzen. Der wichtigste Grund dafür seien offene Standards im Sinne von Interoperability by Design.
Seit dem 1. Januar 2024 gilt in der Schweiz das Bundesgesetz über den Einsatz elektronischer Mittel zur Erfüllung von Behördenaufgaben.
Das Gesetz schreibt der Schweizerischen Bundesverwaltung vor, dass jede Software, die sie erstellt oder erstellen lässt, unter einer Open-Source-Lizenz publiziert werden muss.

##### Schweizerisches Bundesgericht
Das höchste Gericht der Schweiz, das Bundesgericht in Lausanne, stellt seine Rechner bis 2011 vollständig auf Linux um. Bereits seit 2001 wird mit StarOffice, Evolution und Firefox gearbeitet. Die Wirtschaftlichkeit des Migrationsprojekts wurde 2008 durch ein Audit von KPMG nachgewiesen. 18 % der EDV-Kosten konnten eingespart werden. Dies entspricht 1,8 Millionen Schweizer Franken pro Jahr.

##### Kanton Solothurn
2001 beschloss die Regierung des Kantons Solothurn, die Informatik der Verwaltung auf Linux umzustellen. Ziel war die Senkung der Kosten für die Informatik. Es wird eine angepasste Debian-Distribution mit KDE verwendet. Das Projekt wurde von Nebengeräuschen begleitet: Einige Ämter weigerten sich, auf Linux umzusteigen. Noch 2010 war der parallele Betrieb von Windows und Linux nötig, weil zentrale Fachanwendungen noch nicht portiert waren. Die Informatikabteilung sprach von anwenderbezogenen Problemen. Die Wirtschaftlichkeit des Projekts wurde immer wieder von neuem in Frage gestellt. Obwohl der erfolgreiche Abschluss der Migration für Ende 2010 in Griffweite war, beschloss der Kanton am 16. September 2010, alle Arbeitsplätze im Jahr 2011 nach Windows 7 und Microsoft Office zu migrieren. Trotz 1 bis 1,5 Mio. Franken geringerer Kosten pro Jahr seit 2002, wurde die Migration zu Microsoft-Produkten beschlossen. Der schweizerische Verein Wilhelm Tux kam in einer Analyse zum Schluss, dass „es kaum um Linux oder Windows geht, sondern um eine nur mäßige Projektorganisation, aufgestauten Ärger, Verzögerungen und um eine unglückliche Mail-Produktewahl.“

##### Kanton Waadt
Seit 2006 arbeitet die Verwaltung des Kanton Waadt teilweise mit OpenOffice und anderen Open-Source-Anwendungen. Auf Server-Systemen wird ebenfalls häufig auf Open-Source-Software gesetzt. Seit 2007 verfolgt der Kanton eine längerfristige Open-Source-Strategie, die diese Motivationen verfolgt: offene Standards für den Datenaustausch zu fördern, mehr Unabhängigkeit von einzelnen Herstellern zu erlangen und die IT-Kosten zu senken. Im Rahmen dieser Strategie, die einen sanften Umstieg auf Open-Source-Software vorsieht, begann Ende des Jahres 2013 die Evaluation eines Linux-Desktop-Systems in der Verwaltung der Stadt Lausanne.

##### Zürich
Im Jahr 2005 beschloss der Stadtrat der Stadt Zürich eine Open-Source-Strategie. Während im Client-Umfeld vorwiegend auf Microsoft Windows gesetzt wird, ist im städtischen Rechenzentrum Hagenholz RHEL eine der Standardplattformen. Für Webserver, Mitteilungsplattformen, Gateways, Voice over IP und andere Netzwerk-Services wurden Ende 2011 insgesamt 174 Linux-Server betrieben. Open-Source-Anwendungen wie Apache, MySQL oder PHP werden bevorzugt.

#### Spanien

##### Andalusien

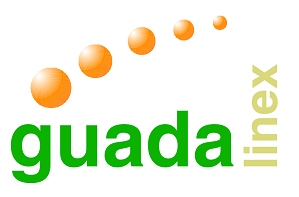
Guadalinex Logo

Die Regionalregierung von Andalusien lässt seit 2004 eine eigene Linux-Distribution mit dem Namen Guadalinex entwickeln, die auf Ubuntu basiert und in Schulen, öffentlichen Bibliotheken, Altersheimen und sogenannten Guadalinfo-Zentren verwendet wird. Es laufen mehr als 200.000 Rechner in ganz Andalusien mit Guadalinex.

##### Barcelona
Die Stadt Barcelona gab im Januar 2018 bekannt, einen mehrere Jahre dauernden, massiven Umstieg auf Open-Source-Software zu planen. Zuerst sollen schrittweise Microsoft-Office-Anwendungen durch Firefox, OpenOffice und Open-Xchange ersetzen werden. Ein Umstieg von Windows zu Ubuntu als soll später folgen. Testweise betreibt die Stadtverwaltung bereits etwa 1'000 Systeme der mit der Linux-Distribution Ubuntu.

##### Extremadura

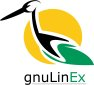
LinEx Logo

Eine lokale Debian-Abwandlung mit dem Namen LinEx wird im Südwesten von Spanien entwickelt. Die Regionalregierung von Extremadura migriert mit Unterstützung von IBM alle Behörden zu Linux. Ziel ist, unabhängiger von bestimmten EDV-Plattformen zu werden, die Sicherheit zu erhöhen und den Anschluss ans digitale Zeitalter nicht zu verlieren. Schulen, Ämter und Krankenhäuser nutzen LinEx, zudem wurden 200.000 LinEx-CD-ROMs an die Bevölkerung verteilt. Jedoch wurde im Frühjahr 2012 die eigene Distribution aufgegeben, im Gesundheits- und Bildungsbereich hatte diese zwar eine große, in der Verwaltung jedoch nur 1 % Verbreitung erreicht. Trotzdem wurde ca. einen Monat danach der Plan bekannt gegeben, alle Verwaltungsarbeitsplätze bis Ende des Jahres auf Linux umzustellen. Im Juli 2014 gab die Regionalverwaltung von Extremadura bekannt, dass mittlerweile 70.000 ihrer eigenen Desktop-Rechner und Laptops zu Linux migriert seien.

##### Saragossa
Im spanischen Saragossa wird die Verwaltung vollständig auf einen Linux-Desktop umgestellt. Die Stadt will mit der Migration zu Open-Source-Software die Lizenz- und IT-Kosten reduzieren. Trotz teilweise massivem Widerstand der Benutzer wird das Projekt von den Verantwortlichen nicht in Frage gestellt, da die technologische Unabhängigkeit und Flexibilität für wichtiger gehalten wird.
Das Migrationsprojekt startete im Jahr 2007. Bis Juni 2010 waren 700 Arbeitsplätze zu Novells SUSE Linux Enterprise Desktop migriert. Bis November 2013 waren etwa 800 der 3.200 Arbeitsplätze auf Linux umgerüstet. Inzwischen ist auf allen PCs freie Software wie z. B. Firefox, Thunderbird, VLC und LibreOffice installiert. Nicht für alle Anwendungen gibt es einen Ersatz unter Linux. So wird beispielsweise eine CAD- und eine OCR-Anwendung künftig in VirtualBox oder Wine auf dem Linux-Desktop genutzt. Zurzeit läuft die Migration von AZ-Linux 2, das auf OpenSuse 11.2 basiert, zu AZ-Linux 12, das auf Ubuntu 12.04 basiert.

##### Valencianische Gemeinschaft
Der Region Valencia gelang es im Jahr 2013 dank dem Einsatz der Linux-Distribution LliureX auf 110.000 ihrer Desktop-Rechnern an Schulen, die IT-Kosten um 36 Millionen Euro zu senken. LliureX ist eine angepasste Variante von Edubuntu. Auf weiteren 120.000 Windows-Rechnern in der Verwaltung und den in den einzelnen Kommunen wurde Microsoft Office durch LibreOffice ersetzt. Dadurch entstehen Einsparungen in der Höhe von 1,5 Millionen Euro jährlich. Die Region Valencia ist an zahlreichen Open-Source-Projekten aktiv beteiligt.

#### Türkei

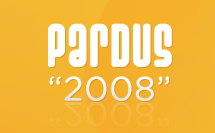
Pardus-Logo

Die türkische Regierung entschied 2003, eine eigene Linux-Distribution zu entwickeln. Pardus wird vom Nationalen Forschungsinstitut für Elektronik und Kryptologie (UEKAE) erstellt und gepflegt. Ziel des Pardus-Projekts ist die Erhöhung der Sicherheit von militärischen und nachrichtendienstlichen Anwendungen. Auch die Senkung der Informatik-Kosten durch den Einsatz von Linux in der Verwaltung war ein Ziel. Das Verteidigungsministerium und das Bildungsministerium setzen Pardus bereits ein. Weitere Migrationen sind im Gesundheitsministerium geplant. 13.000 Pardus-CD-ROMs wurden an die Bevölkerung verteilt. Auf der Website des Projekts wurden bis Februar 2007 über 12.000 Downloads verzeichnet.

### Nordamerika

#### USA

##### NASA
Am 21. Juli 2012 startete die NASA einen TechEdSat genannten Satelliten, dessen Bordcomputer mit einem Linux-System ausgerüstet ist. Neben Open-Source-Software kommt auch freie Hardware, in Form von OpenRISC-Prozessoren, zum Einsatz.

##### US-Luftfahrtbehörde
Die nationale Luftfahrtbehörde (FAA) der USA migrierte im Frühling 2006 vollständig zu RHEL. Dadurch konnten öffentliche Mittel in der Höhe von 15 Millionen US-Dollar eingespart werden. Da sich die Umstellung in der Hälfte der vorgesehenen Zeit umsetzen ließ, wurden weitere 25 Millionen US-Dollar eingespart. Die FAA verwendete zuvor nicht Windows, sondern eine sehr teure proprietäre UNIX-Plattform. Mit RHEL ließen sich Probleme mit der Skalierbarkeit lösen, die Effizienz steigern und die hohe geforderte Verfügbarkeit der Systeme sicherstellen. Die Sicherheit der bis zu 8.000 Flugzeuge, die gleichzeitig im von der FAA überwachten Luftraum unterwegs sein können, hängt wesentlich von der Verfügbarkeit der IT-Infrastruktur der FFA ab, die Behörde kann sich keine Fehler oder Ausfälle erlauben.

##### Nationale Verwaltung für Nukleare Sicherheit des US-Ministeriums für Energie
Die Nationale Verwaltung für Nukleare Sicherheit (NNSA) des US-Ministeriums für Energie betreibt 2008 in Los Alamos einen Supercomputer mit dem Namen Roadrunner. Er erreicht eine Leistung von 1,026 Peta-FLOPS und wird mit RHEL und Fedora betrieben. Die insgesamt 19.440 Prozessoren errechnen im Verbund die Alterung radioaktiver Substanzen.

##### US Navy
Am 8. Juni 2012 vergab die US Navy einen Auftrag an das Unternehmen Raytheon Intelligence and Information System der die Migration von Drohnenkontrollsystemen zu Linux umfasst. Zuvor hatte ein Computerviren-Befall der Systeme zu Problemen geführt. Durch den Systemwechsel wird versucht die Wartungszeiten zu reduzieren und die Sicherheit der betroffenen Northrop-Grumman-MQ-8B-Drohnensysteme zu erhöhen. Die US Navy investiert dafür über mehrere Jahre verteilt 28 Millionen US-Dollar in eine Umrüstung auf Linux. Allein im Jahr 2012 waren 5 Millionen dafür vorgesehen.

##### US-Verteidigungsministerium
Red Hat Enterprise Linux ist beim Verteidigungsministerium der Vereinigten Staaten als Standardplattform für serverbasierte Anwendungen, Webdienste, Datenbanken, Netzwerksicherheit und Ähnliches ausgewählt worden. RHEL wird in der US-Armee an zahlreichen Stellen eingesetzt. Das Verteidigungsministerium wurde 2005 der größte Kunde des Unternehmens Red Hat.

### Süd- und Zentralamerika

#### Brasilien
Die brasilianische Regierung hat 2005 ein Programm mit dem Namen PC Conectado beschlossen, mit dem Ziel, auch ärmere Haushalte mit dem Internet zu verbinden. Ein weiteres Ziel war die Stärkung der lokalen Hard- und Softwarebranche. Zentraler Teil von PC Conectado ist eine sehr günstige PC-Hardware, bestückt mit einem Linux-Betriebssystem, das aus dem brasilianischen Projekt Associação Software Livre (ASL) hervorging.

#### Kuba

Logo von Nova Linux

Die Regierung von Kuba sieht US-amerikanische Softwareprodukte als Bedrohung für die nationale Sicherheit, da US-Geheimdienste Zugriff auf Microsoft-Betriebssysteme hätten. Deshalb lässt der kubanische Staat eine Linux-Distribution mit dem Namen Nova entwickeln, welche 2006 vorgestellt wurde. Sie soll nicht nur auf Regierungscomputern, sondern auf möglichst allen Rechnern in der Insel-Republik eingesetzt werden.

#### Peru
Peru hat 2005 ein Gesetz erlassen, das es staatlichen Einrichtungen verbietet, Hardware anzuschaffen, auf der ausschließlich proprietäre Software läuft, um zu verhindern, dass eine einseitige Festlegung erfolgt. Kommerzielle Produkte dürfen weiterhin gekauft werden, allerdings erst nach eingehender Überprüfung mit einer Kostenanalyse. Immer mehr Schulen in Peru wechseln zu Linux.

### International
Die United Space Alliance gibt 2013 bekannt, dass sie auf den Notebooks in der ISS vermehrt auf Linux setzen wird.

## Tagungen
Die 18. FrOSCon widmete sich 2023 mit einer Reihe von Vorträgen im Track „Open your Windows for a breeze of fresh air – Open Source in public administration“ dem Thema Open-Source-Software in der öffentlichen Verwaltung. Dies wurde 2024 fortgesetzt, ein Konferenztrack mit dem Titel "Bridging the Gap between politics and reality - Open Source Lobbying" thematisierte Entwicklungen und Wege, um mehr Open Source in die öffentliche Verwaltungen zu bringen.
Die Vereinten Nationen richten seit 2023 die Konferenz "OSPOs for Good" aus, die sich mit dem Einfluss freier Software auf Gesellschaft und öffentliche digitale Infrastrukturen und Dienste befasst. Im Jahr 2024 präsentierten in diesem Rahmen Vertreterinnen und Vertreter des Zentrum für Digitale Souveränität und des Sovereign Tech Fund sowohl Aktivitäten Deutschlands zur Förderung von Open Source Ökosystemen, als auch zur Förderung des Einsatzes von Open Source in der öffentlichen Verwaltung in Deutschland.